# Fausto Cò
Fausto Cò (Piacenza, 2 dicembre 1950) è un politico e avvocato italiano.

## Biografia
Avvocato cassazionista. È stato membro di Democrazia Proletaria. Viene eletto al Senato della Repubblica nel 1996 nelle file di Rifondazione Comunista, fa parte della Commissione d'inchiesta sul terrorismo e sulla mancata individuazione dei responsabili delle stragi. Dopo la caduta del Governo Prodi, nell'ottobre 1998, è uno dei tre senatori (assieme a Giovanni Russo Spena e Aurelio Crippa) che rimangono fedeli alla linea del segretario Fausto Bertinotti.
In seguito alla scadenza del suo mandato parlamentare nel 2001 (quando non ottiene la rielezione a Palazzo Madama), torna alla propria attività di avvocato.